# Moustier (ort i Belgien)
Moustier är en ort i Belgien.   Den ligger i provinsen Hainaut och regionen Vallonien, i den västra delen av landet, 60 km väster om huvudstaden Bryssel. Moustier ligger 42 meter över havet och antalet invånare är 654.
Terrängen runt Moustier är platt. Runt Moustier är det ganska tätbefolkat, med 129 invånare per kvadratkilometer.. Närmaste större samhälle är Tournai, 17,1 km väster om Moustier. 
Trakten runt Moustier består till största delen av jordbruksmark.